# 야망의 제물
《야망의 제물》(영어: True Colors)은 미국에서 제작된 허버트 로스 감독의 1991년 정치 드라마 영화이다. 존 큐색, 제임스 스페이더 등이 출연하였고, 허버트 로스 등이 제작에 참여하였다. 리처드 위드마크의 마지막 극장용 영화 출연작이다.

## 줄거리
1990년 절친 피터의 의회 선거 결과를 앞두고 팀은 7년 전 버지니아 대학교 법학 대학원에서 피터를 처음 만났던 순간부터 회상하기 시작한다.
법무부로 진로를 정한 팀과 달리 피터는 정계로 진출하려는 야심을 품고 이를 실천해 나가고 있었는데...

## 출연진
- 존 큐색 - 피터 버턴 역
- 제임스 스페이더 - 팀 개리티 역
- 이머전 스터브스 - 다이애나 스타일스 역
- 맨디 퍼팅킨 - 존 펄메리 역
- 리처드 위드마크 - 스타일스 상원 의원 역
- 디나 메릴 - 조앤 스타일스 역
- 필립 보스코 - 스투번스 상원 의원 역
- 폴 길포일 - 존 라우리 역
- 메리 마라 - 소피아 펄메리 역

## 기타 제작진
- 배역: 행크 매캔
- 미술: 에드워드 피소니
- 의상: 조지프 G. 올리시

## 우리말 녹음
SBS 성우진 (2001년 9월 14일)
- 홍성헌 - 팀 개리티 (제임스 스페이더)
- 김영선 - 피터 버턴 (존 큐색)
- 차명화 - 다이애나 (이머전 스터브스)
- 이완호 - 스타일스 상원 의원 (리처드 위드마크)
- 안종국
- 강구한
- 최병상
- 안소연
- 장호비
- 정남